# Calloserica delectabilis
Calloserica delectabilis är en skalbaggsart som beskrevs av Ahrens 2000. Calloserica delectabilis ingår i släktet Calloserica och familjen Melolonthidae. Inga underarter finns listade.